# Mario Amestoy
Mario Waldemar Amestoy Doufour (Treinta y Tres, Uruguay, 28 de junio de 1937 - Punta del Este, Uruguay, 1 de julio de 2012) fue un empresario, dirigente gremial empresarial y político uruguayo, quien se desempeñó como ministro de Turismo en 1994-1995.

## Primeros años
Nació en Treinta y Tres el 28 de junio de 1937.
En su juventud se desempeñó como funcionario del Banco de la República Oriental del Uruguay.

## Actividad empresarial
Al mismo tiempo cumplió funciones en la empresa turística y de transportes Viajes Cynsa, de la que llegaría a convertirse en propietario,hasta desprenderse de su paquete accionario en 1990.
Radicado en Punta del Este, fue director del Hotel Amsterdam en dicha ciudad.
En sus últimos años fue representante en Uruguay de la aerolínea American Airlines.

## Dirigente gremial empresarial
Amestoy fue un destacado dirigente de varias gremiales empresariales vinculadas al turismo y al transporte.
Así, fue presidente de la Asociación Uruguaya de Agencias de Viajes (AUDAVI) y de la Confederación de Organizaciones Turísticas de América Latina (COTAL) en 1984.
En 1993 fue cofundador de la Cámara Uruguaya de Turismo,de la que fue presidente durante diez años y presidente honorario hasta su muerte.
También cofundó en 1983 la Asociación Nacional de Empresas de Transporte Carretero (ANETRA), de la que fue su primer Presidente entre 1983 y 1988.
Asimismo, presidió la Liga de Fomento y Turismo de Punta del Este entre 1995 y 1997.
En sus últimos años fue gerente general de la Cámara de Comercio de la Aeronáutica del Uruguay.

## Ministro de Turismo
Adherente al Partido Nacional, el 6 de mayo de 1994 Amestoy fue designado por el presidente Luis Alberto Lacalle como Ministro de Turismo,sucediendo al colorado José Villar Gómez.
Acompañado por Daniel Cambón como subsecretario, ocupó la titularidad de la cartera durante casi diez meses, hasta la finalización del período presidencial de Lacalle. 
En marzo de 1995, al iniciar Julio María Sanguinetti su segundo mandato como presidente, fue designado nuevo ministro de Turismo Benito Stern.
Amestoy fue el primer ministro de Turismo que poseía vinculación y trayectoria previa en la actividad turística. Asimismo, hasta la actualidad ha sido el único titular de dicho ministerio perteneciente al Partido Nacional.

## Diputado suplente
En las elecciones de 1999 figuró como primer suplente del primer candidato titular a la Cámara de Representantes por Maldonado por la lista 23 del Partido Nacional, Ambrosio Rodríguez.Dicha lista obtuvo 6.792 votos, siendo la más votada dentro de dicho partido y resultando electo Rodríguez como Diputado por Maldonado para la XLV Legislatura (2000-2005).
Amestoy se desempeñó entonces como su suplente, ingresando a la Cámara en decenas de oportunidades durante el correr de la legislatura.

## Vida personal. Fallecimiento
Era hijo de Mario Amestoy Garrido y de Constancia Doufour Zeballos, quienes se habían casado en Montevideo en 1935.
Contrajo matrimonio en Treinta y Tres en marzo de 1960 con Gladys Hernández Machado,con quien tuvo dos hijos, Claudio Mario (1962) y Alejandro Flavio (1965) Amestoy Hernández.
Mario Amestoy falleció en Punta del Este el 1 de julio de 2012, a los 75 años de edad, a consecuencia de una enfermedad cardíaca.
Por disposición del gobierno de José Mujica, fue sepultado con honores fúnebres de Ministro de Estado.
Fue homenajeado meses después por la Junta Departamental de Montevideoy por la Cámara Uruguaya de Turismo, que dio su nombre a su salón principal.
Su esposa lo sobrevivió por menos de un año, y falleció en mayo de 2013.